# Kerygmat

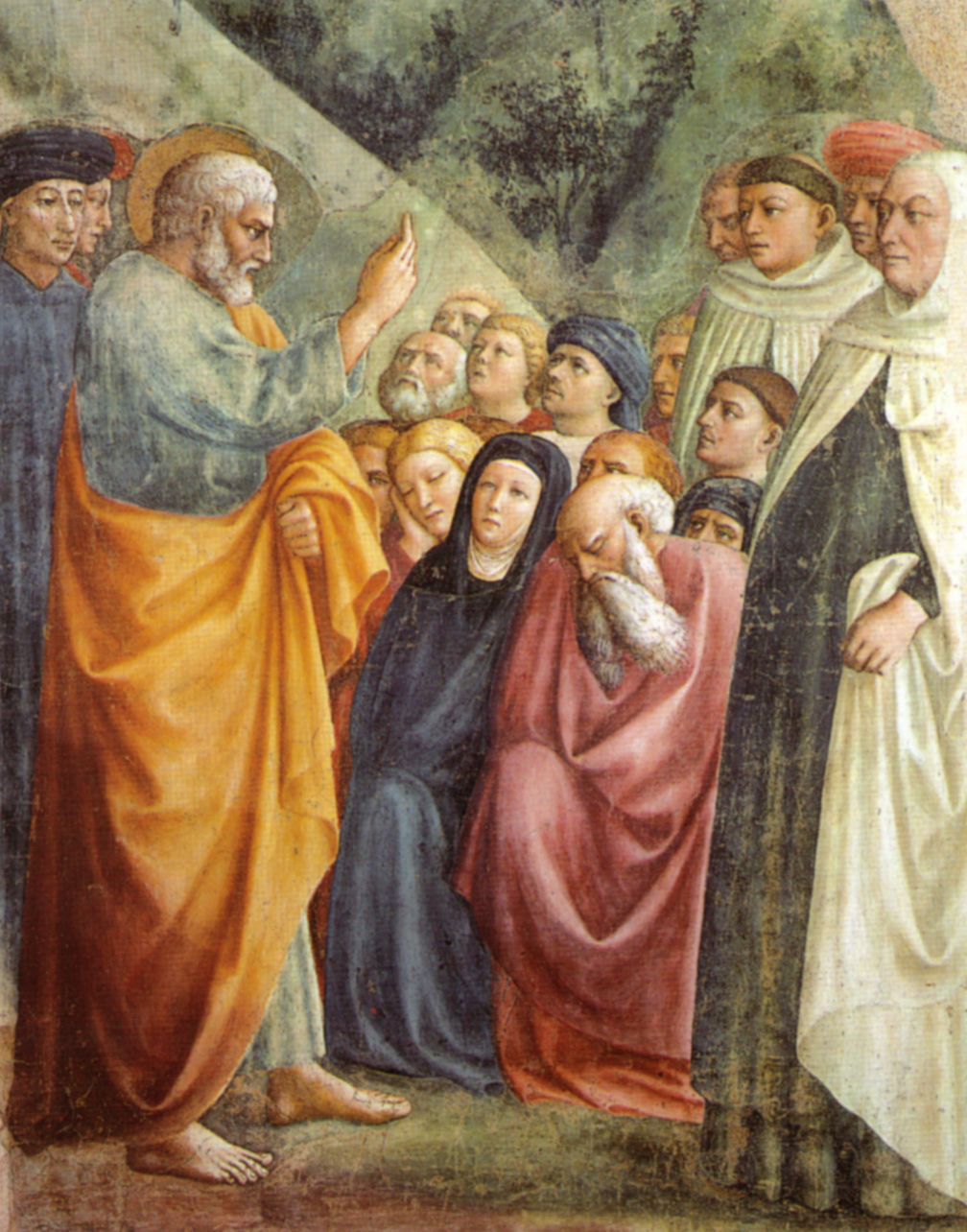
Piotr Apostoł jako „herold-głosiciel” w wyobrażeniu Masolina da Panicale (Kaplica Brancaccich, XV w.)

Kerygmat (z gr. κήρυγμα [kḗrygma] – ogłoszenie, proklamacja, κηρύσσειν [kēryssein] – głosić, przepowiadać, obwieszczać przez publicznego posłańca, pełnienie funkcji herolda) – w teologii chrześcijańskiej głoszenie Słowa Bożego, a w ujęciu biblijno-teologicznym pojęcie określa publiczne i uroczyste ogłaszanie dzieła zbawienia przez Boga i objawienia go w ukrzyżowanym i zmartwychwstałym Chrystusie. Proklamacja jest połączona z wezwaniem do nawrócenia i chrztu. W sensie szerszym termin „kerygmat” określa treść głoszenia, zaś równocześnie, jak również – w sensie ścisłym – czynność publicznego, uroczystego głoszenia.

## Etymologia irodzina wyrazów
Termin kerygmat wywodzi się od greckich słów: κήρυγμα [kḗrygma], oznaczającego „ogłoszenie”, „proklamacja” oraz κηρύσσειν [kēryssein] – „głosić”, „przepowiadać”, „obwieszczać przez publicznego posłańca”, „pełnienie funkcji herolda”. W literaturze greckiej częściej można było spotkać formę κῆρυξ [keryks] – „herold” „ten, który obwieszcza”, natomiast w języku biblijnym, a szczególnie nowotestamentowym, najczęściej pojawiała się forma kēryssein. Podstawę słowotwórczą terminu stanowi rdzeń keryk-. Związek terminu zarówno z greckim czasownikiem, jak i rzeczownikiem sprawia, że kerygmat określa zarówno treść oraz czynność głoszenia, jak i pełnienie funkcji herolda, publicznego posłańca, ogłaszanie, przepowiadanie. Głoszenie, ogłaszanie czy też przepowiadanie Słowa Bożego określane jest biblijnie „kerygmą”, zaś treść przepowiadania „kerygmatem”, ale współczesna egzegeza określa terminem „kerygmat” równocześnie treść, jak również czynność głoszenia.

### Kḗrygma
Poza dwoma wzmiankami do osoby proroka Jonasza (Mt 12,41; Łk 11,32) rzeczownik kḗrygma nie występuje w ewangeliach kanonicznych, jeden raz obecny jest w Dziejach Apostolskich (Dz 10, 42). W listach św. Pawła użyty został sześciokrotnie: w informacji o głoszeniu nowiny o Jezusie (Tt 1,3) i zmartwychwstaniu (1 Kor 15,14), a także o „mocy Bożej”, jaka towarzyszyła owemu głoszeniu (1 Kor 1,21; 2, 4; 2Tm 4,17). U Hipolita Rzymskiego znaczenie rzeczownika kḗrygma zostało rozszerzone o znaczenia: wyrok, ogłoszenie, proklamacja, zaś Orygenes nadawał terminowi znaczenie głoszenia kazania, głoszenia Ewangelii. Klemens Aleksandryjski określał tak radosne okrzyki, aplauz, oklaski, brawa, jednak w literaturze patrystycznej termin ten najczęściej był używany dla określenia treści apostolskiego przekazu.

### Kēryssein
W Nowym Testamencie czasownik kēryssein występuje najczęściej w ewangeliach synoptycznych, a także w Listach św. Pawła. Słowo to jest tam używane na określenie czynności przepowiadania Dobrej Nowiny przez apostołów i uczniów – nie w znaczeniu zapowiadania czegoś co ma się wydarzyć, ale jako ogłoszenie, obwieszczenie tego, co zapowiadały wcześniej proroctwa Starego Testamentu. W całym Nowym Testamencie zostało użyte 60 razy. Z kolei w Septuagincie termin kēryssein został użyty tylko 34-krotnie i służył oddaniu znaczenia sześciu hebrajskich słów, wśród nich określenia opisującego działalność herolda (Rdz 41,43; Est 6,9.11; Dn 3,4; 5,29; 2 Krn 24,9; 2 Krl 10,20).

### Keryks
Rzeczownik keryks występuje w Nowym Testamencie tylko trzy razy (1 Tm 2,7; 2 Tm 1,11; 2 P 2,5). W 1. Liście do Tymoteusza Paweł określa siebie jako „głosiciel i apostoł” (κῆρυξ καὶ ἀπόστολος) oraz „nauczyciel narodów” (διδάσκαλος ἐθνῶν). Autor wskazuje więc na swoją funkcję (herold), fakt posłania do wykonywania funkcji (apostoł) oraz kompetencje, co łączy funkcję z istotą przekazu. W 2. Liście do Tymoteusza Paweł określa siebie jako herolda-głosiciela (keryksa), którego zadaniem jest głoszenie Ewangelii. Z kolei 2. List Piotra wspomina o Noem, który jako „herold sprawiedliwości” (Νῶε δικαιοσύνης κήρυκα) został uratowany przez Boga. Autor listu wskazuje, że keryksem jest osoba, która realizuje zasady moralne oraz je głosi.
Klemens Rzymski, biskup Rzymu w końcu I wieku, w liście do gminy chrześcijańskiej w Koryncie napisał: „Paweł (...) stał się heroldem Pana na Wschodzie i na Zachodzie, pozyskał też za swoją wierność szlachetną sławę”. Termin keryks był przez Klemensa I i Bazylego Wielkiego odnoszony także do postaci Jana Chrzciciela. Klemens używał tego terminu szerzej – w odniesieniu do proroków w Starym i Apostołów w Nowym Testamencie.
W pierwotnym Kościele „głoszenie” było otaczane szczególną troską. Świadczy o tym 32-krotne użycie w Nowym Testamencie czasowników: εὐαγγελίζω [euangelízō] oznaczającego „ogłaszać Dobrą Nowinę”, „ewangelizować” oraz μαρτυρέω [martyreō] określającego „świadczenie”, „bycie świadkiem” (Jezusa).

## Termin „kerygmat” w języku polskim
Polskojęzyczny termin „kerygmat” został zapożyczony z greki. Występuje w niej jako rzeczownik rodzaju nijakiego „należący do spółgłoskowej deklinacji trzeciej o temacie zakończonym na dentalne -t, które zgodnie z fonetycznymi prawami w języku greckim w mianowniku liczby pojedynczej odpadło”. W polskiej formie owo -t na końcu słowa (pochodzące z dopełniacza) zachowało się, na tej samej zasadzie jak greckie δόγμα, -ατος zostało w języku polskim zapożyczone – za pośrednictwem łaciny – w formie „dogmat”.
Termin nie jest w języku polskim zakorzeniony. Starsze i historyczne słowniki języka polskiego go nie wymieniają. Nie występuje także w „Encyklopedii kościelnej” ks. Michała Nowodworskiego z końca XIX wieku. W „Słowniku kościelnym łacińsko-polskim” (1948) Władysława A. Jougana wymieniony został – jako zapożyczony z greki – termin kerygma, (-atis). Słownik wskazywał na dwa znaczenia: okrzyk, rozkaz oraz ogłoszenie, kazanie. W 1954 Władysław Miziołek opublikował pracę „Egzystencjonalne rozumienie kerygmatu chrześcijańskiego u R. Bultmanna a dogmat”. Szersze wyjaśnienie używanego w literaturze patrystycznej terminu „kerygmat” we współczesnym polskojęzycznym piśmiennictwie można odnaleźć w publikacji Franciszka Drączkowskiego „Kerygmat pisemny w teorii i praktyce Klemensa Aleksandryjskiego” z 1979. W 1987 Stanisław Urbańczyk zauważał, że – w konsekwencji przemian posoborowych – zawarte w tytule jego publikacji, zapożyczone z greki terminy („Charyzmat, kerygmat i homilia”) zaczęły częściej zajmować miejsce używanych wcześniej przez Kościół katolicki polskie określenia: dar Ducha świętego, nauczanie i kazanie.

## Eksplikacja terminu
Kerygmat stanowi w teologii chrześcijańskiej podstawę orędzia ewangelicznego i odwołuje się szczególnie do opisywanego w Nowym Testamencie przepowiadania Dobrej Nowiny przez apostołów. Przesłanie owego ogłaszania dotyczyło osoby Jezusa Chrystusa, który był posłany przez Boga, głosił przyjście Królestwa Bożego, w nim wypełniały się proroctwa zawarte w Starym Testamencie, a On umarł, został pogrzebany i zmartwychwstał, po czym został wyniesiony na prawicę Boga w Niebie. Proklamacja jest połączona z wezwaniem do nawrócenia i chrztu. W sensie szerszym termin „kerygmat” określa treść głoszenia, zaś równocześnie, jak również – w sensie ścisłym – czynność publicznego, uroczystego głoszenia.

## Kerygmat w Biblii i pismach patrystycznych

### Kerygmat Jezusa
Rozgłaszanie „Dobrej Nowiny o Miłości Bożej” miało wzór i początek w kerygmacie Jezusa, który głosił przesłanie o królewskim panowaniu Boga (Βασιλεία τοῦ Θεοῦ [basileia tou theou]). Fraza „Królestwo Boże” pojawia się w Nowym Testamencie 122 razy, w tym 99-krotnie we wszystkich trzech ewangeliach synoptycznych, a 90 w wypowiedziach Jezusa, który po raz pierwszy, wysyłając uczniów w pierwszą podróż misyjną (Mt 10, 1–16), nakazuje, by głosili/wykrzyczeli [Krissete!] kerygmat (πορευόμενοι δὲ κηρύσσετε λέγοντες ὅτι Ἤγγικεν ἡ βασιλεία τῶν οὐρανῶν (Mt 10,7)) – w tłumaczeniu BT: „Idźcie i głoście: Bliskie już jest królestwo niebieskie”. W innych opisach ewangelicznych znalazły się frazy mówiące o tym, że Jezus „chodził po Galilei, głosząc (kēryssōn) Ewangelię Bożą”(Mk 1, 14).

### Kościół apostolski
Apostołowie zaczęli głosić kerygmat już w dniu święta Pięćdziesiątnicy, podczas którego, zgodnie z biblijnym przekazem, nastąpiło zesłanie na nich Ducha Świętego. Byli świadkami Paschy Chrystusa, mówili o śmierci i zmartwychwstaniu Jezusa jako o wydarzeniu zbawczym.
Do najważniejszych przykładów kerygmatu w Dziejach Apostolskich należała przemowa Piotra w dniu Pięćdziesiątnicy, czyli bezpośrednio po zesłaniu Ducha Świętego (Dz 2, 14–36) – w której mówca głosił, że proroctwo Dawida wypełniło się w zmartwychwstaniu Chrystusa i stawiał za świadków pozostałych apostołów („My wszyscy jesteśmy tego świadkami” (Dz 2, 32)) – oraz mowa, jaką do Żydów i Greków wygłosił w Antiochii Pizydyjskiej Paweł z Tarsu (Dz 13, 16–41), jak też przemowa z okazji chrztu pogańskiego setnika Korneliusza.
Autorzy komentarzy do księgi Dziejów Apostolskich Biblii Jerozolimskiej wyjaśniali, że treść pierwotnego, apostolskiego kerygmatu została w Biblii przedstawiona w pięciu mowach Piotra oraz jednej mowie Pawła z Tarsu. Główną część tego kerygmatu stanowi wyrażenie poświadczenia o śmierci i zmartwychwstaniu Jezusa, a także o jego wywyższeniu. Ta część była uzupełniana relacją o zapowiadanym przez Jana Chrzciciela posłannictwie Chrystusa, które było przygotowywane nauczaniem i cudami, a znalazło dopełnienie w zmartwychwstaniu i zesłaniu na uczniów Ducha świętego. Zwieńczeniem były odniesienia do proroctw ze Starego Testamentu, zapowiedź czasów mesjańskich oraz wezwania (zarówno Żydów, jak i pogan) do nawrócenia.
Jak wskazał Raniero Cantalamessa, głoszenie kerygmatu przez apostołów było nierozdzielnie związane z celebracją Wielkanocy-Paschy chrześcijańskiej oraz Eucharystii, będących pamiątką śmierci Pana (por. 1 Kor 11,26). Najwcześniejsza wzmianka o tej własnej passze chrześcijan pochodzi z 1 Listu do Koryntian. Około 20 lat od wydarzeń historycznych Paweł mówił o tym, że Chrystus został ofiarowany jako nasza Pascha (1 Kor 5,7). Apostołowie przepowiadali, że to, co zapowiadała Pascha żydowska, spełniło się w Jezusie, w Jego przejściu ze śmierci do życia. Było to najwyższe spełnienie doświadczenia związanego z Wyjściem.

Kiedy po Pięćdziesiątnicy zaczęły się formować pierwsze opowiadania na temat tego, co „wydarzyło się w Jerozolimie”, a co następnie było również przepowiadane ustnie, wtedy dla wszystkich chrześcijan stało się rzeczą jasną, że to, czego w swym świętowaniu Paschy Żydzi oczekiwali, czyli nowego Wyjścia, nowego i ostatecznego zbawienia dokonanego przez Mesjasza, zostało zrealizowane przez Jezusa z Nazaretu.

Według Cantalamessy w okresie pomiędzy zredagowaniem Ewangelii synoptycznych i Ewangelii Jana można dostrzec proces rozwoju i dojrzewania kerygmatu. Tym, co stymulowało ten proces, było nauczanie obiecanego przez Jezusa Ducha Świętego oraz doświadczenie życia liturgicznego wspólnot Kościoła.

### Ojcowie Kościoła
Klemens Aleksandryjski w swoim dziele „Kobierce” wprowadzał i realizował formę kerygmatu pisemnego, a w swojej „Historii kościelnej” kontynuował ją Euzebiusz z Cezarei. Dla Grzegorza z Nazjanzu głoszeniem kerygmatu mogło być także żmudne, cierpliwe przepisywanie świętych ksiąg.
W pismach patrystycznych termin kḗrygma był używany zarówno dla:
1. określenia treści:
„treści apostolskiego przekazu” (szeroko używany) – w takim znaczeniu występuje w apokryficznym Pasterzu Hermasa, w pismach Grzegorza z Nyssy („Oratio catechetica”), Hipolita Rzymskiego („Refutatio omnium haeresium sive philos ophumena”), Orygenesa („Commentatorii in Joannem”) i Epifaniusza z Salaminy („Panarion”);
„apostolskiej tradycji wiary” – u Klemensa Aleksandryjskiego (wspomniane już „Kobierce”), Ireneusza z Lyonu („Adversus haereses”), Orygenesa („De principiis”), Euzebiusza z Cezarei (wspomniana „Historia Ecclesiastica”) oraz u Grzegorza z Nyssy („Contra Eunomium”);
„treści wszelkiego przepowiadania”, „materii”, „doktryny” – w tych znaczeniach u: Metodego z Olimpu („Symposium seu convivium virginum”) i Grzegorza z Nazjanzu („Carminum libri duo”);
2. określenia czynności:
„wyroku”, „ogłoszenia”, „proklamacji” – u Euzebiusza z Cezarei („De ecclesiastica theologia”) oraz u Hipolita Rzymskiego („Refutatio omnium haeresium sive philosophumena”);
„głoszenia Ewangelii” (lub kazania) – między innymi u Metodego z Olimpu („De resurrectione mortuorum”) i Orygenensa („Commentarii in Joannem”);
„oklasków”, „radosnych okrzyków”, „braw” – u Klemensa Aleksandryjskiego w znaczeniu triumfalnych okrzyków (kerýgmaton) anielskich.

Ojcowie Kościoła wyróżniali także „kerygmat czynu”, którym mogło być zarówno proste życie zgodne z wiarą chrześcijańską, jak i męczeństwo czy życie monastyczne. Z tego powodu mnichów nazywano często „milczącymi keryksami”, a Grzegorz z Nazjanzu formę rozgłaszania wiary widział także w męczeństwie.

## Nowożytność

### Katecheza kerygmatyczna i teologia kerygmatyczna
Praktyka katechezy kerygmatycznej jako głoszenia wtajemniczającego w wiarę została zapomniana wraz z zanikiem katechumenatu w VIII i IX wieku. W jej miejsce pojawiła się praktyka uczenia dzieci w domach „katechizmu”. Mówił o tym Tomasz z Akwinu w swej Sumie teologicznej (STh III q71 a1). Z czasem, zwłaszcza w wyniku rozwoju sztuki drukarskiej w XV wieku, pojawiły się podręczniki, spisane zbiory prawd wiary w formie książkowej.
Mimo akcentowania przez reformację w XVI wieku wagi głoszonego przekazu o zbawieniu w gronie protestantów i katolików mnożyły się podręczniki zwane katechizmami (np. Katechizm Rzymski o charakterze kontrreformacyjnym czy Mały katechizm Marcina Lutra). Naturalistyczne i moralizatorskie ujęcie katechezy z czasów oświecenia spowodowało powstanie na przełomie XVIII i XIX wieku w gronie pastoralistów obszarów języka niemieckiego związanych ze szkołą tybińską (Johann Michael Sailer, Bernhard Overberg, Johann Baptist Hirscher) idei przywrócenia katechezie jej pierwotnego, biblijnego ujęcia. W konsekwencji rozwijała się katecheza kerygmatyczna, której podstawę stanowiło Objawienie Boże. W stosunkowo krótkim czasie nurt ten został osłabiony przez odnawiającą się scholastykę, ale ożywający przed wojną światową ruch biblijny i liturgiczny pozwolił na powrót idei katechezy kerygmatycznej z początku XIX wieku, a także do głoszenia apostolskiego. Teologia kerygmatyczna zyskała ożywienie w 1892 r. wraz z publikacją dzieła niemieckiego teologa Martina Kählera („Der sogenannte historische Jesus und der geschichtliche, biblische Christus”), w którym autor skonfrontował historyczny relatywizm z apostolskim nauczaniem: »Prawdziwy Chrystus to Chrystus proklamowany, a proklamowany Chrystus to Chrystus wiary«. Po I wojnie światowej w Niemczech i Szwajcarii rozwijała się teologia dialektyczna, nurt teologii protestanckiej, w łonie którego krytyce podlegał historyzm i psychologizm teologii liberalnej.
Kolejnymi dwoma istotnymi impulsami były: encyklika „Divino afflante Spiritu” papieża Piusa XII, która otwierała pole do rozwoju egzegezy i katechezy, oraz publikacja w 1936 roku książki Josefa Andreasa Jungmanna „Die Frohbotschaft und unsere Glaubensverkündigung”, w której autor postulował postawienie treści wyżej niż metody w katechezie.
W 1938 roku Karl Barth, jeden z najpłodniejszych teologów protestanckich XX w., wydał niewielką książkę „Ewangelia i kształcenie”, w której dowodził, iż źródła pedagogiki chrześcijańskiej nie mogą stanowić teorie pedagogiczne, ale przekaz biblijny. W sposób typowy dla tradycji protestanckiej Barth radykalnie rozdzielił religię i wiarę. Po II wojnie światowej uznanie zdobywała nowa koncepcja edukacji religijnej zwana „nauczaniem ewangelickim” (lub „instruktarzem ewangelickim”), wpisującym się w nurt tradycji kerygmatycznej. W latach 50. XX wieku niemiecka szkoła teologów protestanckich rozwijała się w kierunku teorii kształcenia opartej na hermeneutyce egzystencjalnej. Należący do znaczących reprezentantów tego nurtu Rudolf Bultmann, jeden z najbardziej wpływowych teologów ewangelickich XX wieku, był twórcą idei egzystencjalnego rozumienia kerygmatu chrześcijańskiego. Wraz z Barthem byli filarami protestanckiej teologii kerygmatycznej XX wieku.

### Kerygmat w nauczaniu kościołów chrześcijańskich
Kerygmat był i jest wspólnym nauczaniem chrześcijaństwa Wschodu i Zachodu. Kościół katolicki odnotowuje potrzebę „głoszenia i świadczenia” w licznych dokumentach soboru watykańskiego II: w „Dekrecie o pasterskich zadaniach biskupów w Kościele Christus Dominus” (3,5), w „Dekrecie o działalności misyjnej Kościoła Ad gentes divinitus” (13) i „Konstytucji duszpasterskiej o Kościele w świecie współczesnym Gaudium et spes” (44), a także w Adhortacji apostolskiej Pawła VI „O ewangelizacji w świecie współczesnym Evangelii nuntiandi” (3, 4, 26, 29, 63). Według papieża Franciszka kerygmat wyraża się w słowach: „Jezus Chrystus cię kocha, dał swoje życie, aby cię zbawić, a teraz jest żywy u twego boku codziennie, aby cię oświecić, umocnić i wyzwolić” (Adhortacja apostolska „Evangelii Gaudium”, 164).
Kerygmatowi poświęca wiele uwagi Cerkiew prawosławna i widzi w nim „zestaw pierwszych i zasadniczych – wspólnych – prawd chrześcijańskich” o Trójcy Świętej, a samo jego głoszenie zostało przekazane następcom apostołów, jako kontynuacja ich misji. Paul Evdokimov, jeden z najważniejszych XX-wiecznych rosyjskich prawosławnych teologów, uważał, że – obok wsłuchiwania się w głos świętych i ich doświadczenie Boga – kerygmat jest oczywistym, kluczowym elementem doktrynalnym teologii.
Świadkowie Jehowy dla oddania greckiego słowa kérygma przyjmują termin „głoszenie”, „ogłaszanie” i – zgodnie ze swoją doktryną – odnoszą go do ogłaszania lub do publicznego obwieszczania „Królestwa Bożego”.

## „Interpretacja kerygmatyczna” w literaturoznawstwie
Sakralny wymiar literatury pięknej był przedmiotem badań wielu naukowców. Pod koniec lat 60. XX w. francuski filozof i egzegeta biblijny Paul Ricœur próbował znaleźć metodę na przełamanie „konfliktu interpretacji” między fenomenologią sacrum, a egzegezą kerygmatyczną („Le Conflit des interprétations. Essais d’herméneutique” (Paryż, 1969)). W Polsce ograniczenia metodologii strukturalnej diagnozował z perspektywy hermeneutycznej Ryszard Przybylski, historyk literatury polskiej, profesor Instytutu Badań Literackich Polskiej Akademii Nauk („Współczesny humanista wobec antropologii chrześcijańskiej” („Znak”, 1980)). Na przełomie lat 70. i 80. XX w. filolog Marian Maciejewski z Katedry Literatury Oświecenia i Romantyzmu KUL zainicjował metodę interpretacji kerygmatycznej literatury. Przedstawił ją w 1991 w publikacji („«ażeby ciało powróciło w słowo». Próba kerygmatycznej interpretacji literatury”) poświęconej poezji Mickiewicza, Słowackiego, Norwida i Malczewskiego oraz gawędzie romantycznej. Maciejewski twierdził, że „...kerygmat obwieszczający zbawienie w Jezusie ukrzyżowanym, zmartwychwstałym i udzielającym za darmo swego ducha jako odpowiedzi Boga miłości na najgłębsze, destrukcyjne problemy egzystencjalne człowieka, na jego przekleństwo spowodowane uczestnictwem w zabójstwie Pana Chwały, jest owym kamieniem probierczym o jasno rozróżnialnych składnikach doktrynalnych zdolnych oświetlić każdy wymiar kondycji ludzkiej”, a oparcie na nim porównawczych badań literaturoznawczych daje możliwość uchwycenia „istotnie chrześcijańskiego wymiaru tekstu, oddzielając wyraźnie to, co tylko «religijne», od tego, co chrześcijańskie, uchylając «mgławicową» identyfikację religiologiczną”. Metoda bywa przez badaczy nazywana także krytyką kerygmatyczną lub hermeneutyką kerygmatyczną. Literaturoznawcy komentowali, że „dzięki maksymalnie pełnej interpretacji (w aspekcie poetyki historycznej) oraz zaangażowanej postawie czytelnika utworu (w aspekcie aksjologii) sztuka ujawnia osobowy, tożsamościowy kontekst macierzysty”. Wojciech Gutowski, profesor historii literatury polskiej, podejmując próbę klasyfikacji systematyzującej, zaliczył krytykę kerygmatyczną do postaw w obrębie hermeneutyki wyznaniowej.